# Di chỉ người Bắc Kinh tại Chu Khẩu Điếm
Chu Khẩu Điếm là một hệ thống hang động nằm ở ngoại ô Phòng Sơn, phía tây nam trung tâm thủ đô Bắc Kinh, Trung Quốc. Tại đây nổi tiếng với những khám phá khảo cổ bao gồm những mẫu vật đầu tiên của Người đứng thẳng được đặt là Người Bắc Kinh và tập hợp xương khổng lồ của chi linh cẩu Pachycrocuta.
Do những cách hiểu khác nhau về bằng chứng khảo cổ mà những ý kiến đưa ra về khoảng thời gian Người Bắc Kinh cư ngụ tại địa điểm này cũng khác nhau, 700.000-200.000 năm trước, 670.000-470.000 năm trước và không sớm hơn 530.000 năm trước.
Di chỉ này lần đầu được phát hiện bởi Johan Gunnar Andersson vào năm 1921 và lần đầu được khai quật bởi nhà cổ sinh vật học người Áo Otto Zdansky vào năm 1921 và 1923 để khai quật hai chiếc răng người. Những năm sau đó, Davidson Black xác định các bằng chứng khảo cổ này là của một loài chưa được biết đến trước đó và các cuộc khai quật sau đó được mở rộng. Các khe nứt đá vôi có chứa những trầm tích giữa Thế Pleistocen đã phát hiện được 45 bộ xương, xác động vật, vảy đá, và dụng cụ chặt.
Động vật cổ còn lại sớm nhất là 690.000 năm trước và các công cụ từ 670.000 năm trước trong khi một số công cụ khác cũng có niên đại không sớm hơn 530.000 năm trước. Vào Thời đại đồ đá cũ muộn, địa điểm này bị chiếm bởi những người Homo sapiens và các công cụ bằng đá và xương đã được tìm thấy tại Hang Thượng.
Chu Khẩu Điếm được đặt cho tên của một ngọn núi lửa trên tiểu hành tinh 243 Ida.

## Lịch sử khai quật

### Khám phá
Nhà địa chất người Thụy Điển Johan Gunnar Andersson bắt đầu hành trình khám phá vào năm 1918 tại một khu vực có tên là Chicken-bone Hill (Đồi xương gà) bởi những người dân địa phương đã xác định nhầm hóa thạch loài gặm nhấm được tìm thấy ở đó, nhưng phải mãi đến năm 1921, ông cùng nhà nghiên cứu cổ sinh vật học người Mỹ Walter W. Granger đã được đưa đến địa điểm Dragon Bone Hill (Đồi xương rồng) bởi những người khai thác đá địa phương. Họ nhận thấy một số lượng đá trắng khác lạ ở đây, và ngay lập tức nhận ra đây là địa điểm tốt để tìm kiếm những hài cốt của người nguyên thủy.
Các cuộc khai quật được thực hiện bởi trợ lý của Andersson là nhà nghiên cứu vũ trụ học người Áo Otto Zdansky vào năm 1921 và 1923 đã khai quật được rất nhiều tài liệu được gửi lại cho Đại học Uppsala ở Thụy Điển để phân tích thêm. Năm 1926, Anderson đã công bố phát hiện hai răng hàm của con người, và năm sau đó, Zdansky đã công bố phát hiện của mình một cách thận trọng khi xác định đây có thể là răng của người Homo sapiens.
Loài sói Đại Bình nguyên thường được gọi là Sói Chu Khẩu Điếm được tìm thấy tại hệ thống hang động này, và địa điểm khảo cổ phát hiện ra vào năm 1934 được đặt tên của người phát hiện ra nó, Bùi Văn Trung.
Nhà cổ sinh vật học người Canada Davidson Black lúc đó đang công tác tại Viện đại học Y Hòa Hiệp Bắc Kinh đã rất hào hứng khi thấy những phát hiện của Andersson và Zdansky. Ông đã nộp đơn cho Quỹ Rockefeller để xin tài trợ cho việc khai quật mang tính hệ thống. Và nguồn tài trợ đã được thông qua, dự án Chu Khẩu Điếm bắt đầu vào năm 1927 dưới sự giám sát của nhà khảo cổ học Trung Quốc.
Mùa thu năm đó, một chiếc răng đã được tìm thấy bởi nhà cổ sinh vật học người Thụy Điển Birger Bohlin mà Black đã cho rằng là của một loài mới được đề xuất là Người Bắc Kinh (Sinanthropus pekinensis). Năm sau, các cuộc khai quật của Black đã phát hiện ra nhiều hóa thạch của loài mới bao gồm cả răng, một phần đáng kể xương hàm của con non và hàm trưởng thành với ba răng. Những phát hiện này cho phép Black được đảm bảo khoản tài trợ thêm 80.000 đôla từ Quỹ để ông sử dụng lập ra phòng thí nghiệm nghiên cứu.

### Phòng thí nghiệm
Phòng thí nghiệm Nghiên cứu Đại Tân sinh của Cục Khảo sát Địa chất Trung Quốc được thành lập tại Viện đại học Y Hòa Hiệp Bắc Kinh được thành lập vào năm 1928 dưới sự hỗ trợ của nhà địa chất học Đinh Văn Giang và Ông Văn Hạo nhằm nghiên cứu và thẩm định các hiện vật khai quật được. Black ở lại phòng thi nghiệm với tư cách là giám đốc danh dự trong khi các cuộc khai quật tiếp tục tại địa điểm dưới sự giám sát của nhà cổ sinh vật học Trung Quốc Dương Trung Kiện, nhà nhân chủng học Bùi Văn Trung và Giả Lan Pha.
Điều kiện tại các địa điểm này còn thô sơ và các nhà khoa học phải đi khai quật trên lưng con la. Khi hộp sọ đầu tiên được khai quật vào năm 1929 bởi Bùi Văn Trung, người đã làm việc trong một khe nứt dài 40 mét trong điều kiện thời tiết lạnh giá bằng một tay cầm cái búa nhỏ và tay còn lại cầm cây nến. Hộp sọ thứ hai được phát hiện vào năm 1930, ngay gần chỗ phát hiện như cái thứ nhất, và đến năm 1932, gần 100 công nhân đã được huy động đến khai quật địa điểm này mỗi ngày.
Nhà cổ sinh vật học người Pháp Pierre Teilhard de Chardin là vị khách thường xuyên đến địa điểm này kể từ năm 1926. Nhà khảo cổ người Pháp Henri Breuil đến đây vào năm 1931 và xác nhận sự hiện diện của các công cụ bằng đá. Năm đó, bằng chứng về việc sử dụng lửa trong hang động đã được chấp nhận.
Black sau đó đã qua đời trong một đêm làm việc quá sức tại văn phòng vào tháng 3 năm 1934, với một trong những hộp sọ được khai quật tại địa điểm trên bàn làm việc của ông. Nhà nhân chủng học người Đức gốc Do Thái Franz Weidenreich thay thế ông làm giám đốc danh dự của Phòng thí nghiệm và các cuộc khai quật tiếp tục phát hiện thêm ba hộp sọ vào năm 1936.
Các cuộc khai quật đã phát hiện ra tổng cộng 200 mẫu vật của 40 cá thể người, trong đó có 5 hộp sọ gần như hoàn chỉnh, trước khi quá trình khai quật phải dừng lại vào năm 1937, bởi cuộc xâm lược Trung Quốc của Nhật Bản. Các báo cáo về sự tàn bạo của lính Nhật Bản bao gồm việc tra tấn và giết hại công nhân tại đây, với ba lưỡi lê đâm đến chết một người và một người thứ tư buộc vào xe kéo lê cho đến khi chết.
Năm 1941, phần lớn các phát hiện đã bị mất trong khi trên đường vận chuyển đến nơi an toàn. May mắn thay, Weidenreich đã tạo ra các bản sao của hóa thạch để bảo tồn các đặc điểm vật lý cơ bản.

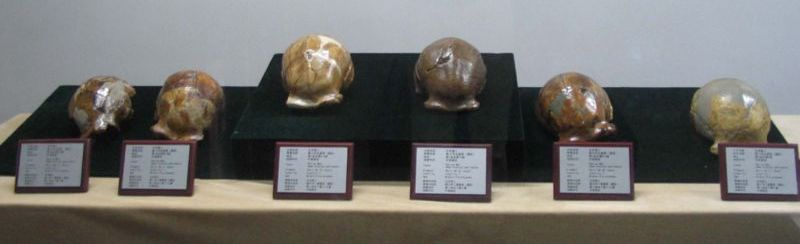
Các hộp sọ bản sao của người Bắc Kinh khai quật được.

### Sau chiến tranh
Công việc khai quật được đề xuất vào năm 1949, và thành quả mới thu được gồm 5 chiếc răng, mảnh xương đùi và xương ống chân. Một năm sau, răng cửa thứ ba được phát hiện trong tập tài liệu mà Zdansky gửi cho đại học Uppsala vào năm 1921 và 1923.
Các cuộc khai quật do Bùi Văn Trung giám sát vào năm 1966 đã khai quật được một mảnh xương đầu và hai mảnh xương sọ, chúng được phát hiện để khớp với các mảnh vỡ được giữ lại từ các cuộc khai quật trước đó vào năm 1934 và 1936, và trở thành hiện vật duy nhất còn lại của một hộp sọ gần như hoàn chỉnh đã được ghép lại với nhau. Cuộc khai quật tại Địa thể số 4 năm 1972-73 đã phát hiện ra một răng cửa của người 'Homo sapiens. Kỹ thuật khảo cổ đã chỉ ra rằng, địa điểm này bị chiếm đóng bởi con người từ 500.000 đến 230.000 năm trước.

## Hình ảnh

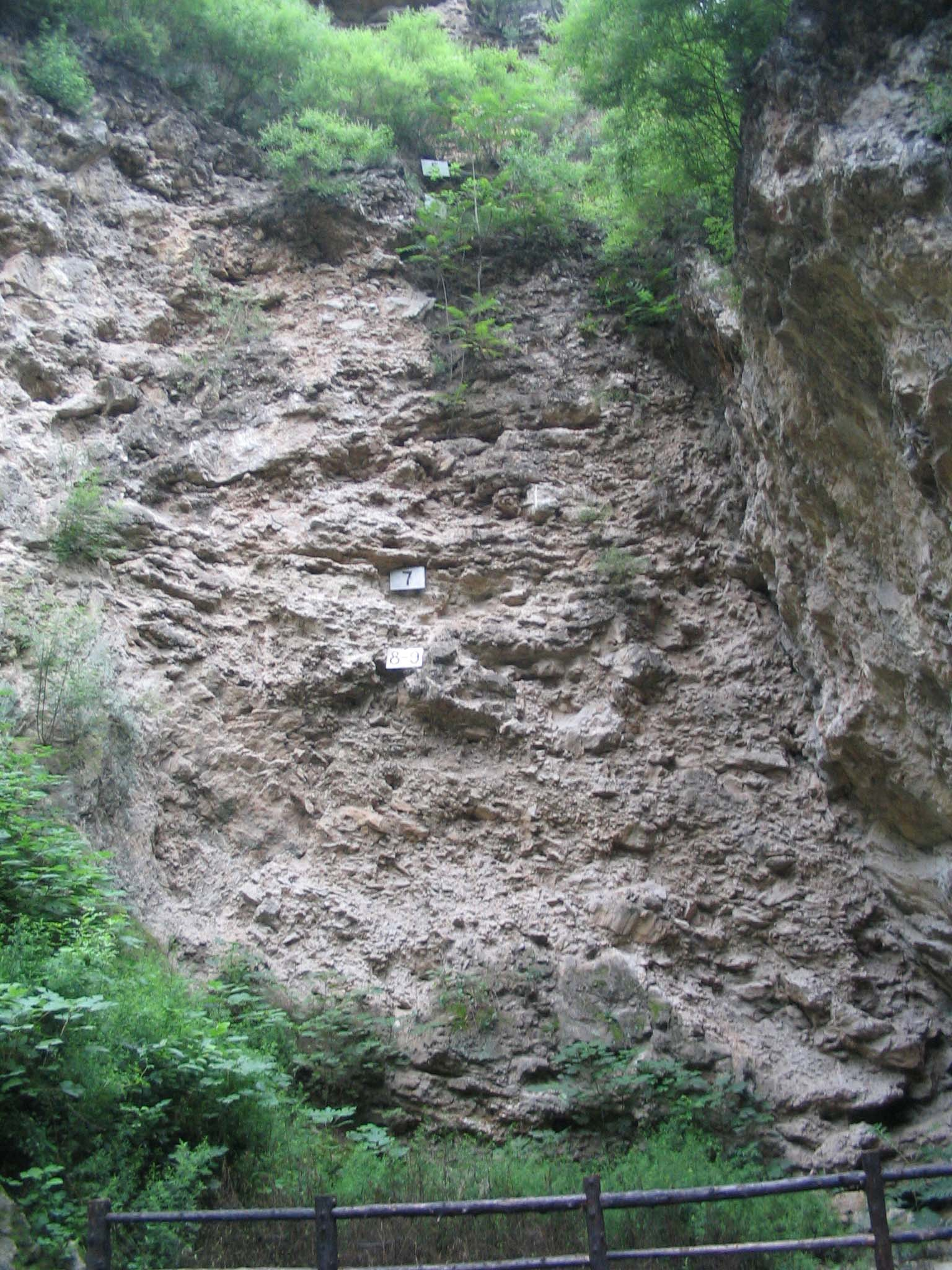
Địa điểm người Bắc Kinh (Địa thể số 1)
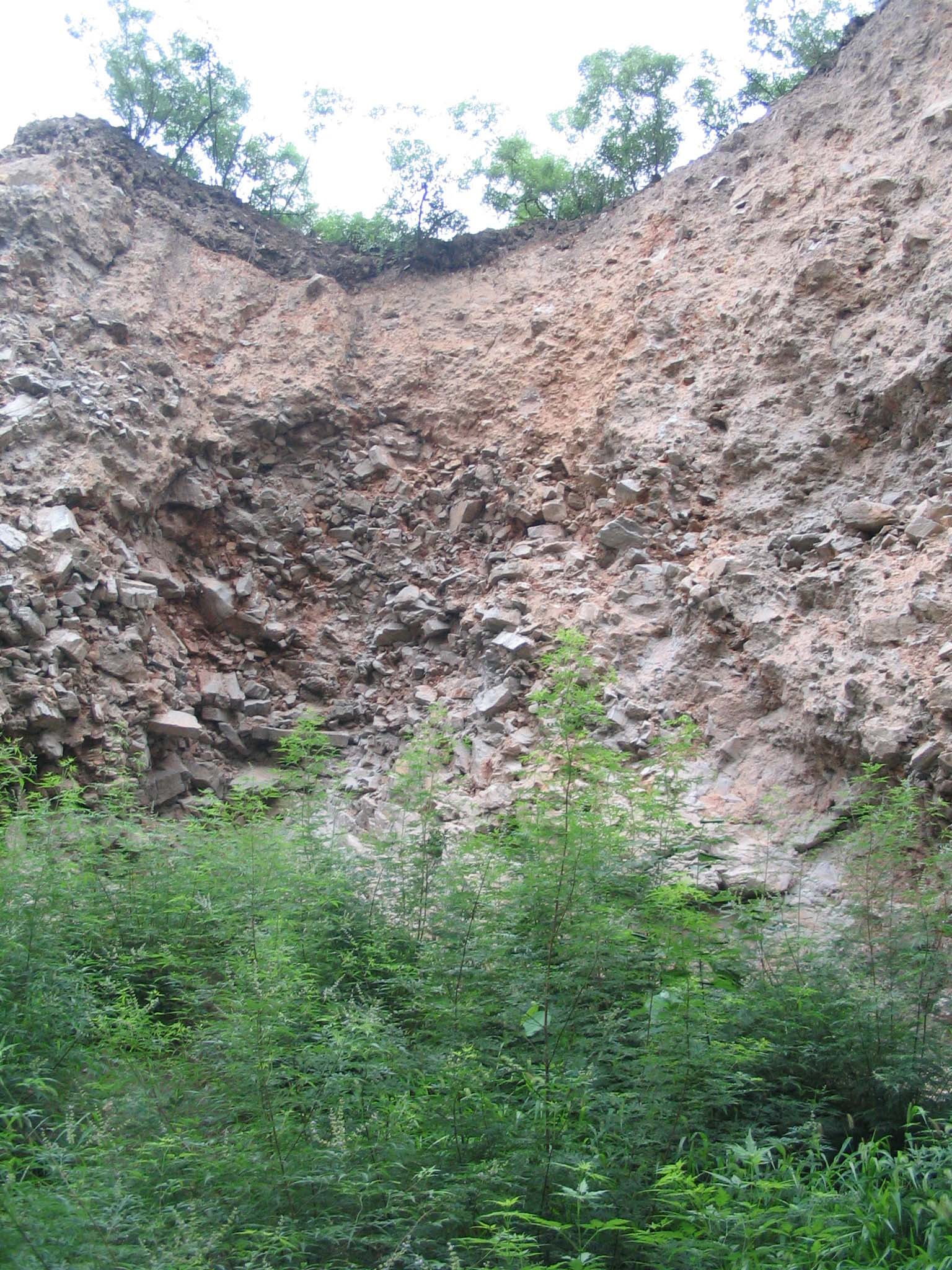
Địa thể số 3
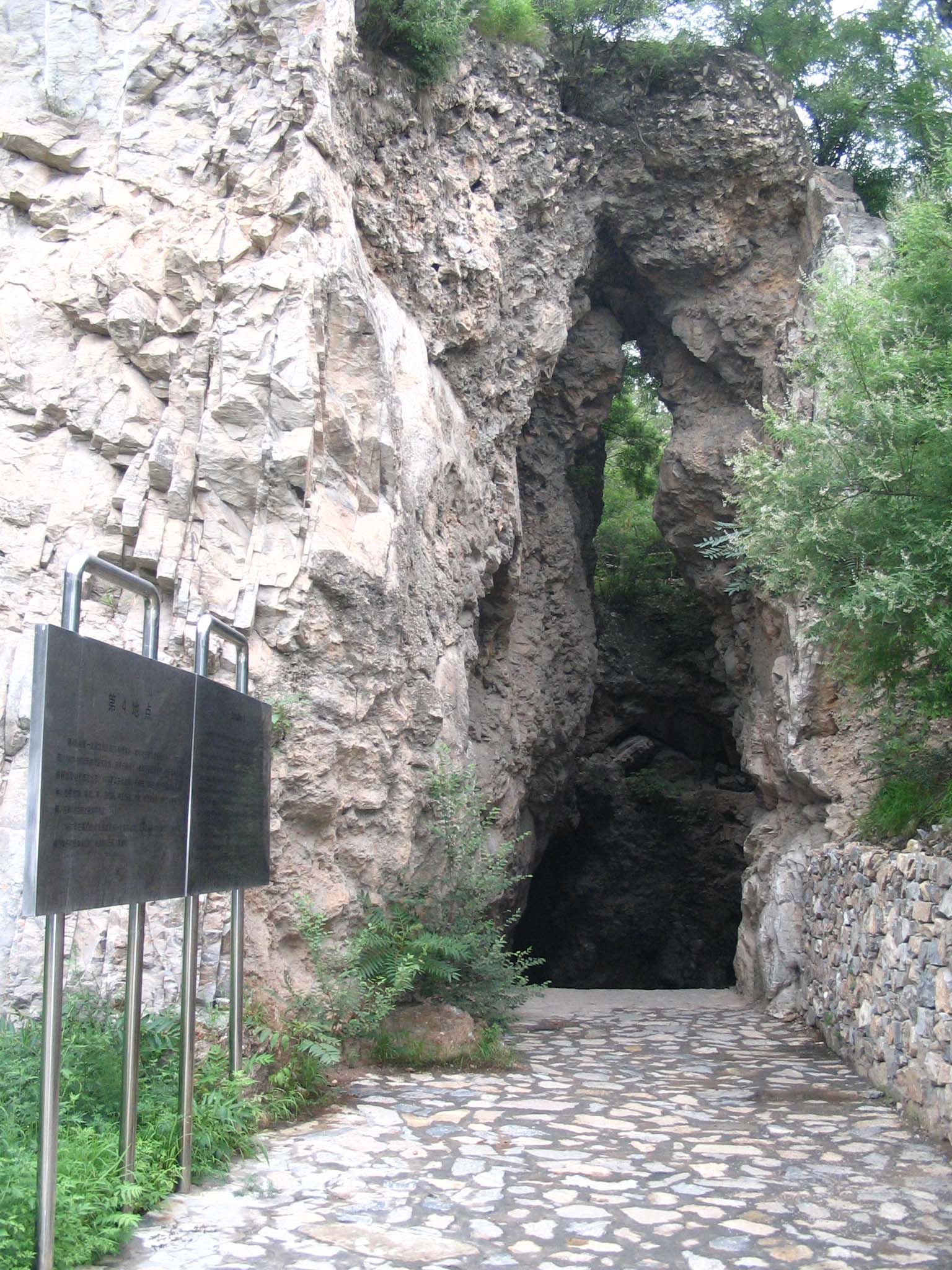
Địa thể số 4
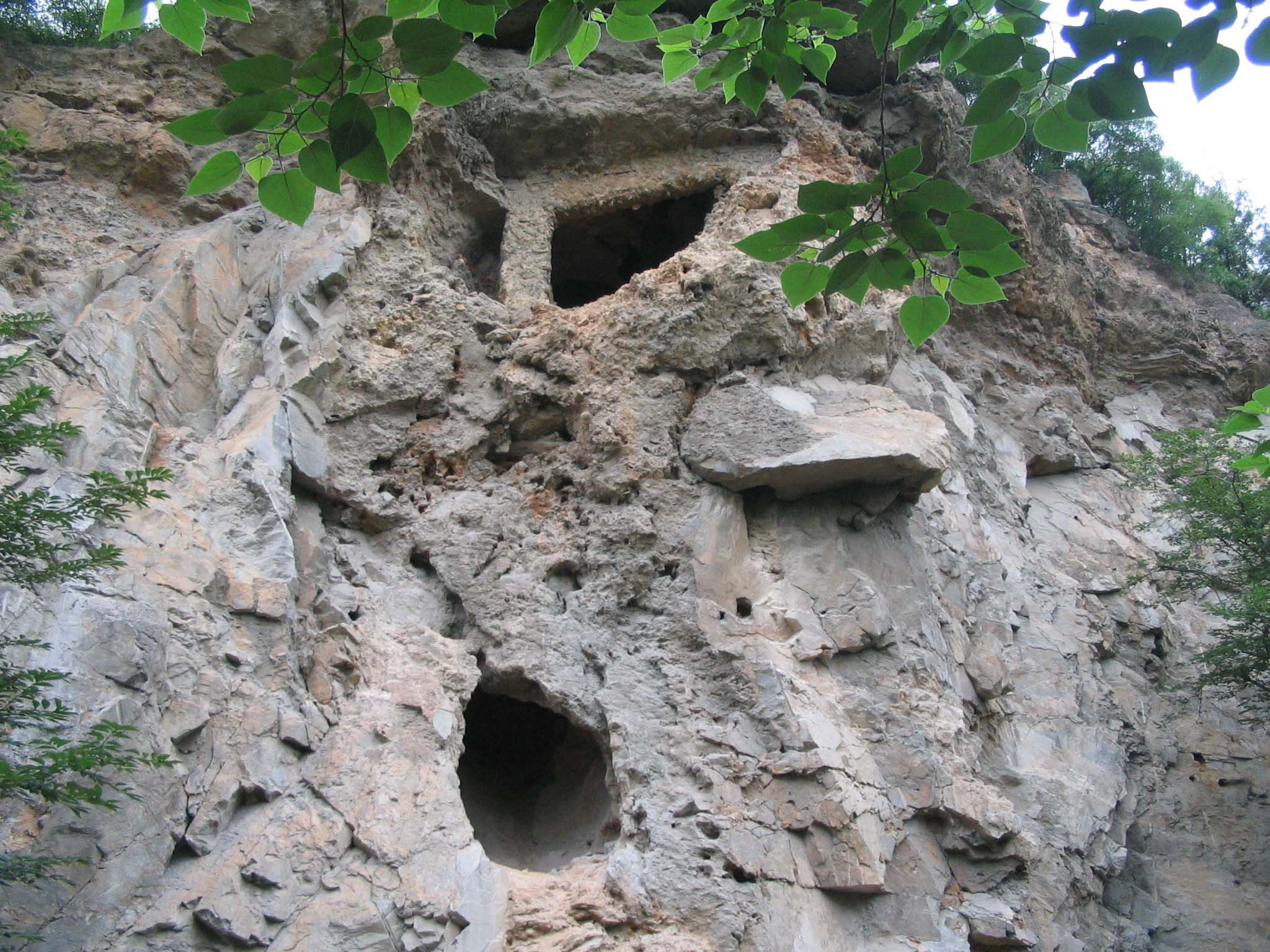
Địa thể số 5
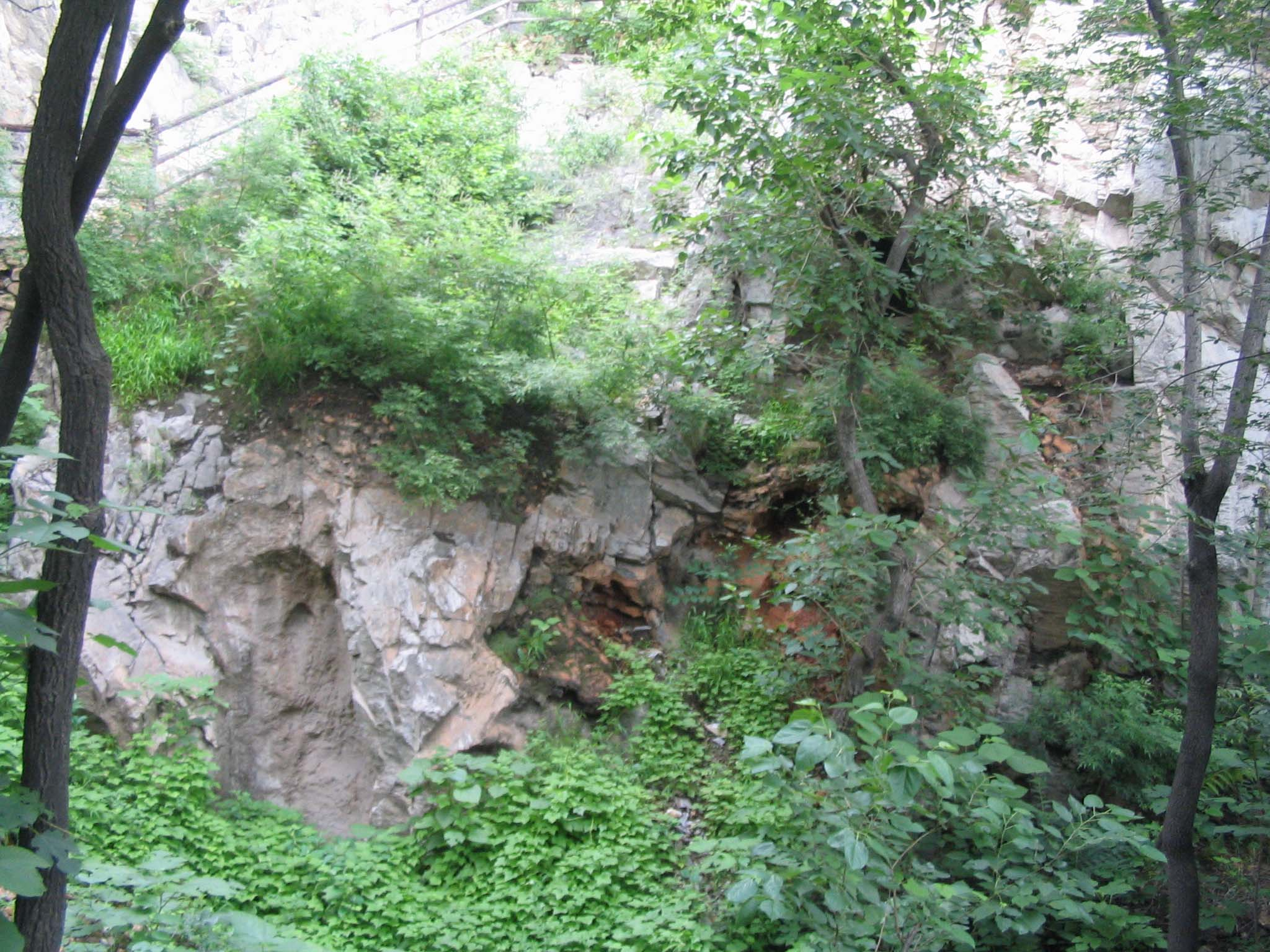
Địa thể số 12
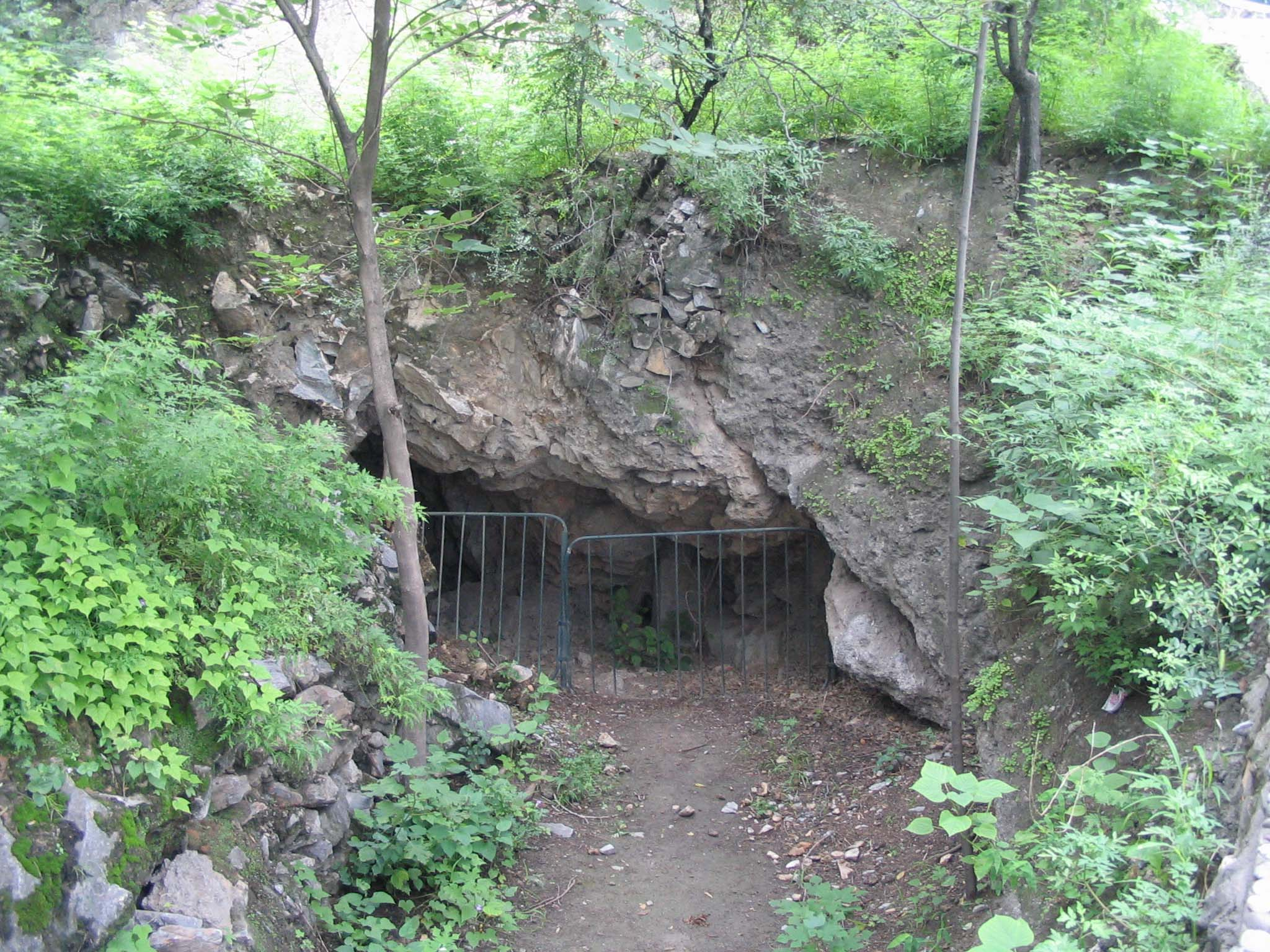
Địa thể số 15
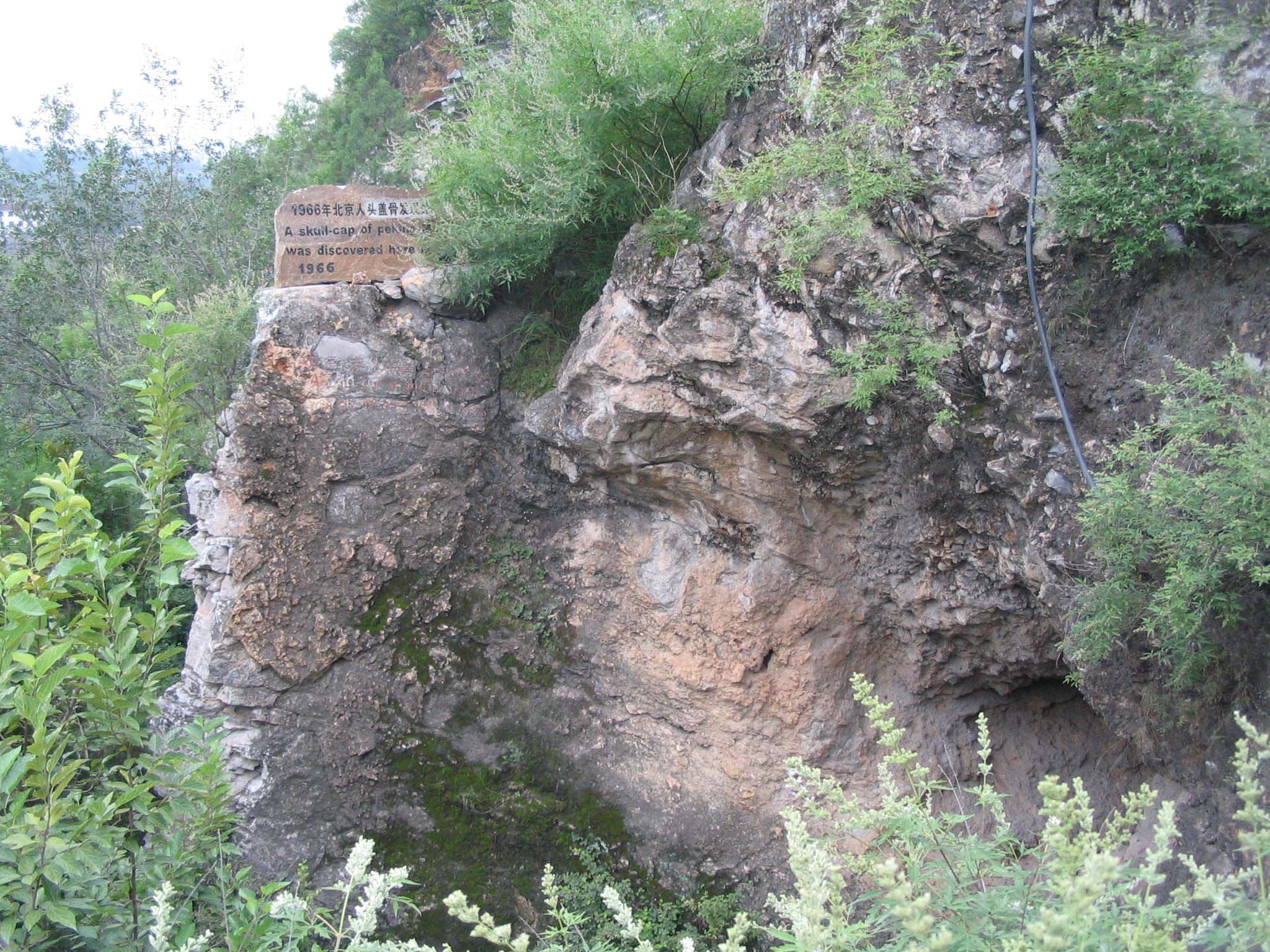
Nơi hộp sọ được tìm thấy vào năm 1966